# Nils Mani
Nils Mani (ur. 23 maja 1992) – szwajcarski narciarz alpejski, czterokrotny medalista mistrzostw świata juniorów.

## Kariera
Po raz pierwszy na arenie międzynarodowej Nils Mani pojawił się 22 listopada 2007 roku w Zinal, gdzie w zawodach juniorskich zajął 25. miejsce w slalomie. W 2011 roku wystartował na mistrzostwach świata juniorów w Crans-Montana, zajmując między innymi szóste miejsce w zjeździe i ósme w kombinacji. Na rozgrywanych rok później mistrzostwach świata juniorów w Roccaraso zdobył brązowy medal, plasując się za Ryanem Cochran-Siegle z USA i swym rodakiem, Ralphem Weberem. Dzień później wywalczył srebrny medal w supergigancie, przegrywając tylko z Weberem. Największe sukcesy osiągnął jednak podczas mistrzostw świata juniorów w Quebecu w 2013 roku, gdzie zwyciężył w zjeździe, a w supergigancie był drugi za Austriakiem Thomasem Mayrpeterem. W zawodach Pucharu Świata zadebiutował 15 grudnia 2012 roku w Val Gardena, zajmując 40. miejsce w zjeździe. Pierwsze pucharowe punkty wywalczył dwa tygodnie później w Bormio, zajmując 27. miejsce w tej samej konkurencji. Najlepsze wyniki osiągnął w sezonie 2013/2014. Nie startował na mistrzostwach świata ani igrzyskach olimpijskich.

## Osiągnięcia

### Mistrzostwa świata juniorów
| Miejsce | Dzień       | Rok  | Miejscowość   | Konkurencja | Czas biegu  | Strata  | Zwycięzca               |
| ------- | ----------- | ---- | ------------- | ----------- | ----------- | ------- | ----------------------- |
| 33.     | 30 stycznia | 2011 | Crans-Montana | Gigant      | 2:19,62 min | +6,42 s | Alexis Pinturault       |
| 20.     | 31 stycznia | 2011 | Crans-Montana | Slalom      | 1:28,54 min | +4,30 s | Reto Schmidiger         |
| 6.      | 3 lutego    | 2011 | Crans-Montana | Zjazd       | 1:37,34 min | +1,19 s | Boštjan Kline           |
| 8.      | 3 lutego    | 2011 | Crans-Montana | Kombinacja  | ?           | ?       | Reto Schmidiger         |
| 11.     | 4 lutego    | 2011 | Crans-Montana | Supergigant | 1:22,44 min | +1,68 s | Boštjan Kline           |
| 3.      | 2 marca     | 2012 | Roccaraso     | Zjazd       | 1:11,99 min | +0,49 s | Ryan Cochran-Siegle     |
| 2.      | 3 marca     | 2012 | Roccaraso     | Supergigant | 1:02,73 min | +0,20 s | Ralph Weber             |
| 11.     | 7 marca     | 2012 | Roccaraso     | Gigant      | 2:39,50 min | +1,35 s | Henrik Kristoffersen    |
| 1.      | 22 lutego   | 2013 | Québec        | Zjazd       | 1:30,95 min | -       | -                       |
| 2.      | 24 lutego   | 2013 | Québec        | Supergigant | 58,49 s     | +0,08 s | Thomas Mayrpeter        |
| 13.     | 25 lutego   | 2013 | Québec        | Gigant      | 2:20,75 min | +2,33 s | Aleksander Aamodt Kilde |
| DNF1    | 26 lutego   | 2013 | Québec        | Slalom      | 1:59,40 min | -       | Manuel Feller           |

### Puchar Świata

#### Miejsca w klasyfikacji generalnej
- sezon 2012/2013: 139.
- sezon 2013/2014: 129.
- sezon 2014/2015: 151.
- sezon 2015/2016: 113.
- sezon 2016/2017: 79.
- sezon 2017/2018: 127.
- sezon 2018/2019: 145.
- sezon 2019/2020: 161.
- sezon 2020/2021: 133.

#### Miejsca na podium w zawodach
Mani nie stał na podium zawodów Pucharu Świata.